# فرودگاه متروپولیتن
فرودگاه متروپولیتن (به انگلیسی: Metropolitan Airport) یک فرودگاه خصوصی است که یک باند فرود آسفالت دارد و طول باند آن ۷۵۴ متر است. این فرودگاه در شهر پالمر، ماساچوست کشور ایالات متحده آمریکا قرار دارد و در ارتفاع ۱۲۷٫۴ متری از سطح دریا واقع شده‌است.